# Neroli
Neroli – album brytyjskiego muzyka eksperymentalnego Briana Eno, wydany w 1993 roku przez All Saints Records. Składa się on z jednej, niemal godzinnej ambientowej kompozycji, składającej się z przypadkowych, ale zarazem harmonijnych elementów. 

## Lista utworów
1. "Neroli: Thinking Music, Part IV" – 57:56